# Вилья-Алегре
Вилья-Алегре (исп. Villa Alegre) — город в Чили. Административный центр одноимённой коммуны. Население — 5 456 человек (2002).   Город и коммуна входит в состав провинции Линарес и области Мауле.
Территория — 190 км². Численность населения — 16 221 жителя (2017). Плотность населения — 85,4 чел./км².

## Расположение
Город расположен в 28 км на юг от административного центра области города Талька и в 24 км на юго-запад от административного центра провинции  города Линарес.
Коммуна граничит:
- на севере — c коммуной Сан-Хавьер-де-Лонкомилья
- на востоке — с коммуной Йербас-Буэнас
- на юге — c коммуной Линарес
- на западе — c коммуной Сан-Хавьер-де-Лонкомилья

## Демография
Согласно сведениям, собранным в ходе переписи 2017 г  Национальным институтом статистики (INE),  население коммуны составляет:
| Полное население                          | Полное население                          | Полное население                          | Полное население                          | Полное население                          | 16 221 |
| ----------------------------------------- | ----------------------------------------- | ----------------------------------------- | ----------------------------------------- | ----------------------------------------- | ------ |
| в том числе:                              | Городское население                       | 9 676                                     | Процент городского населения, %           | 59,65                                     |        |
|                                           | Сельское население                        | 6 545                                     | Процент сельского населения, %            | 40,35                                     |        |
|                                           | Мужское население                         | 7 880                                     | Процент мужского населения, %             | 48,58                                     |        |
|                                           | Женское население                         | 8 341                                     | Процент женского населения, %             | 51,42                                     |        |
| Плотность населения, чел/км²              | Плотность населения, чел/км²              | Плотность населения, чел/км²              | Плотность населения, чел/км²              | Плотность населения, чел/км²              | 85,4   |
| Население коммуны в % к населению области | Население коммуны в % к населению области | Население коммуны в % к населению области | Население коммуны в % к населению области | Население коммуны в % к населению области | 1,55   |